# پاتریسیو مانس
پاتریسیو مانس (انگلیسی: Patricio Manns؛ (زادهٔ ۳ اوت ۱۹۳۷ – درگذشتهٔ ۲۵ سپتامبر ۲۰۲۱) موسیقی‌دان، آهنگساز، شاعر، رمان‌نویس، مقاله‌نویس، نمایشنامه‌نویس روزنامه‌نگار و فعال مدنی اهل شیلی بود.
او به همراه ویولتا پارا و رولاندو آلارکن، از پایه‌گذاران اصلی «ترانه‌سرایی نوین» شیلی محسوب می‌شدند.
وی در دوران کودتای نظامی ژنرال پینوشه در شیلی، به کوبا تبعید شد و سخنگوی «مقاوت» در برابر استبداد پینوشه بود.
پاتریثیو مانس یکی از برندگانِ کمک‌هزینه گوگنهایم بود.
از فیلم‌ها یا مجموعه‌های تلویزیونی که وی در آن‌ها نقش داشت می‌توان به نامه‌هایی از ماروسیا اشاره نمود.